# John Cheffers
Dr John Cheffers (13 mai 1936 Melbourne, Australie - Le 28 octobre 2012) a été le deuxième directeur de l'Institut de Sport Australien. Il a pris la succession de Don Talbot en tant que Directeur AIS en 1984 et est resté dans ce rôle jusqu'en 1986. Ronald Harvey a pris la direction de l'Institut après son départ. Cheffers était un professeur d'éducation et coordonnateur du programme au mouvement humain Université de Boston et contribué beaucoup de publications sur le sport et l'éducation physique.
Cheffers a connu la notoriété à titre d'entraîneur d'athlétisme. Son athlète la plus accomplie a été Jean Roberts qui a remporté plusieurs médailles d'argent aux Jeux du Commonwealth et de bronze au lancer du disque et lancer du poids pendant les années 1960 et 1970. Il a également joué quatre matchs avec les Carlton dans le Victorian Football League en 1955

, ainsi que d'être un conseiller de fitness à Hawthorn Football Club au milieu des années 1960.
En 1968 Cheffers est devenu l'entraîneur athlétique en chef pour le Zimbabwe, alors appelé la Rhodésie. Ses expériences de coaching de l'équipe multiraciale qui a été sélectionné sont détaillées dans son livre A Wilderness of Spite: Rhodesia Denied. Cette équipe s'est vu refusé l'entrée au Mexique pour les Jeux Olympiques par le gouvernement mexicain, et a été, de fait, interdit des Jeux olympiques à ce point. Cheffers a une forte croyance, à la suite de cette époque, que la politique ne doivent pas interférer dans le sport. Mathias Kanda, Bernard Dzoma et Robson Mrombe sont les coureurs de fond notoires que John a entraînés en 1968.
En 1969 Cheffers a été nommé entraîneur d'athlétisme en chef pour la Papouasie-Nouvelle-Guinée et les a mené aux troisième Jeux du Pacifique Sud à Port Moresby, en Nouvelle-Guinée.
Après avoir reçu sa maîtrise en éducation en 1970, et son doctorat d'Éducation en 1973, les deux de Temple University a Philadelphie, Cheffers déplacée vers le nord à Boston où il a travaillé pour Université de Boston. En 1972, Cheffers fondé l'École éducation physique du mardi au jeudi an sein du Programme d'éducation de l'Université de Boston.
Le travail de Cheffers sur la violence dans le sport a été présenté dans Sports Illustrated,.
Après son mandat à l'Australian Institute of Sport, Cheffers retourné dans le monde universitaire et a été président de AIESEP (Association Internationale des Écoles Supérieures d'Éducation Physique) de 1984 à 1998.
Cheffers est décédé le 28 octobre 2012 à bord d'un vol de San Francisco à Sydney. Il a été survécu par son épouse, Margaret, ses quatre enfants, Paul, Marc, Leigh et Andrew, et 17 petits-enfants.

## Publications
- A Wilderness of Spite: Rhodesia Denied, Vantage Press, 1972: Les expériences de l'auteur en tant qu'entraîneur de l'équipe olympique infortunée de Rhodésie de 1968.
- The Story of US footy par John Cheffers et Greg Narleski. The Lexington Press, 2003: L'histoire des débuts de la ligue de football australien aux États-Unis d'Amérique.
- Unique Games and Sports around the World: A Reference Guide par Doris Corbett, John Cheffers et Eileen Crowley Sullivan.  Greenwood Press, 2001:Une liste des nombreux jeux à travers le monde.
- Raw and resilient : an account of Australian sport seen through the eyes of the National Institute of Sports Executive Director par John Cheffers. Wm C. Brown, 1992
- Only The Educated Are Free: par John Cheffers, Ken Hawkins, et Rich Nastaci.  Allen David Press. 2011.  Réflexions sur l'enseignement après 50 ans dans le domaine.